# Istanbul Challenger 2022
L'Istanbul Challenger 2022 è stato un torneo maschile tennis professionistico. È stata la 36ª edizione del torneo, facente parte della categoria Challenger 80 nell'ambito dell'ATP Challenger Tour 2022, con un montepremi di 53 120 $. Si è svolto dal 12 al 18 settembre 2022 sui campi in cemento del Tenis Eskrim ve Dağcılık Spor Kulübü di Istanbul, in Turchia.

## Partecipanti

### Teste di serie
| Nazionalità | Giocatore              | Ranking* | Testa di serie |
| ----------- | ---------------------- | -------- | -------------- |
| Australia   | James Duckworth        | 83       | 1              |
| Moldavia    | Radu Albot             | 106      | 2              |
| Spagna      | Fernando Verdasco      | 122      | 3              |
| Francia     | Geoffrey Blancaneaux   | 148      | 4              |
| Regno Unito | Paul Jubb              | 206      | 5              |
| Francia     | Laurent Lokoli         | 217      | 6              |
| Austria     | Sebastian Ofner        | 218      | 7              |
| Spagna      | Nicolás Álvarez Varona | 220      | 8              |

* Ranking al 29 agosto 2022.

### Altri partecipanti
I seguenti giocatori hanno ricevuto una wild card per il tabellone principale:
- Berk İlkel
- Koray Kırcı
- Aleksandre Metreveli

I seguenti giocatori sono passati dalle qualificazioni:
- Cengiz Aksu
- Sarp Ağabigün
- Marek Gengel
- Térence Atmane
- Beibit Zhukayev
- Dominik Palan

Il seguente giocatore è entrato in tabellone come lucky loser:
- Bogdan Ionut Apostol

## Campioni

### Singolare
Radu Albot ha sconfitto in finale  Lukáš Rosol con il punteggio di 6–2, 6–0.

### Doppio
Purav Raja /  Divij Sharan hanno sconfitto in finale  Arjun Kadhe /  Fernando Romboli con il punteggio di 6–4, 3–6, [10–8].